# Iglesia de Santa María de Cueto

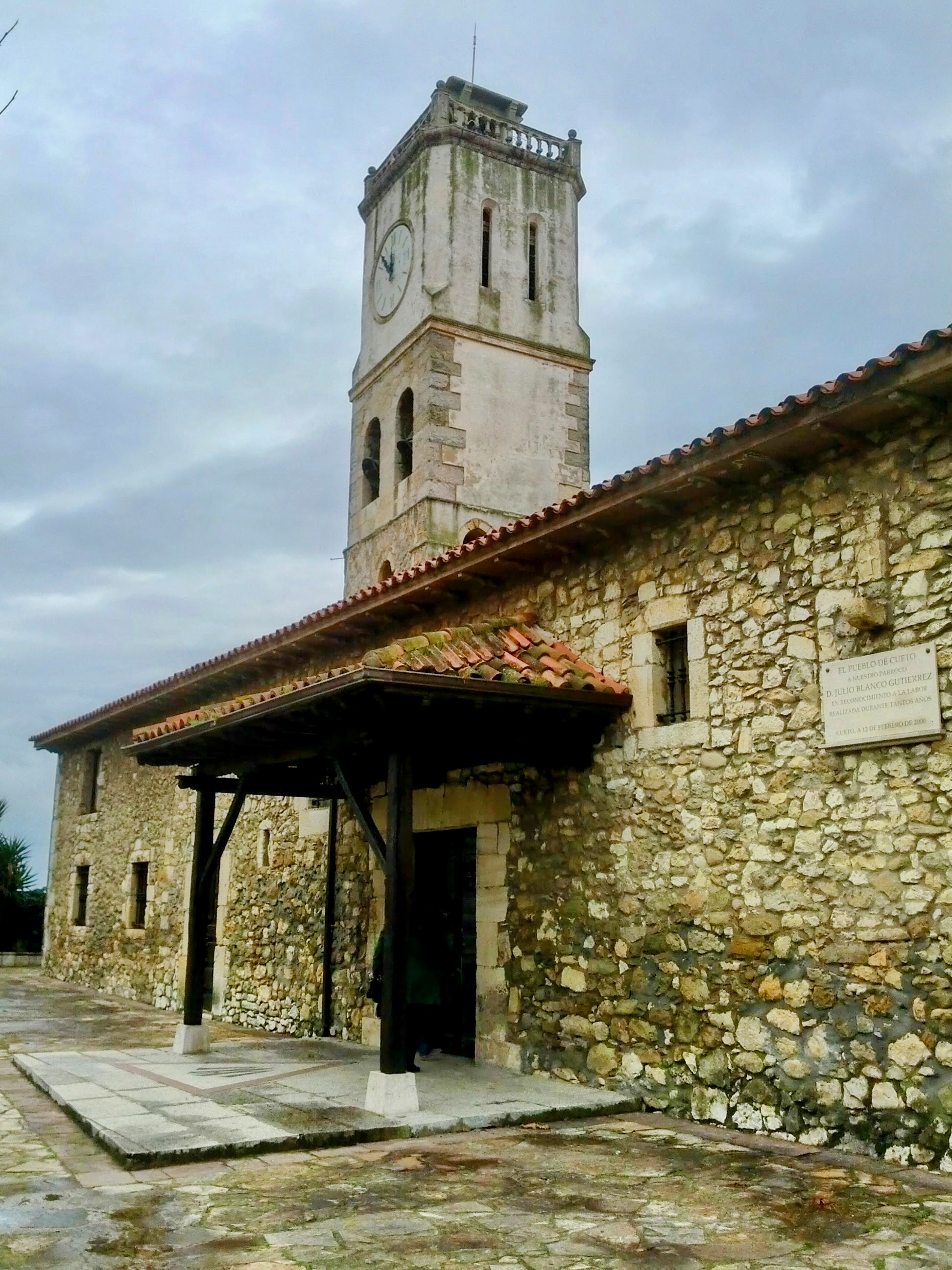
Fachada meridional de la iglesia de Cueto.

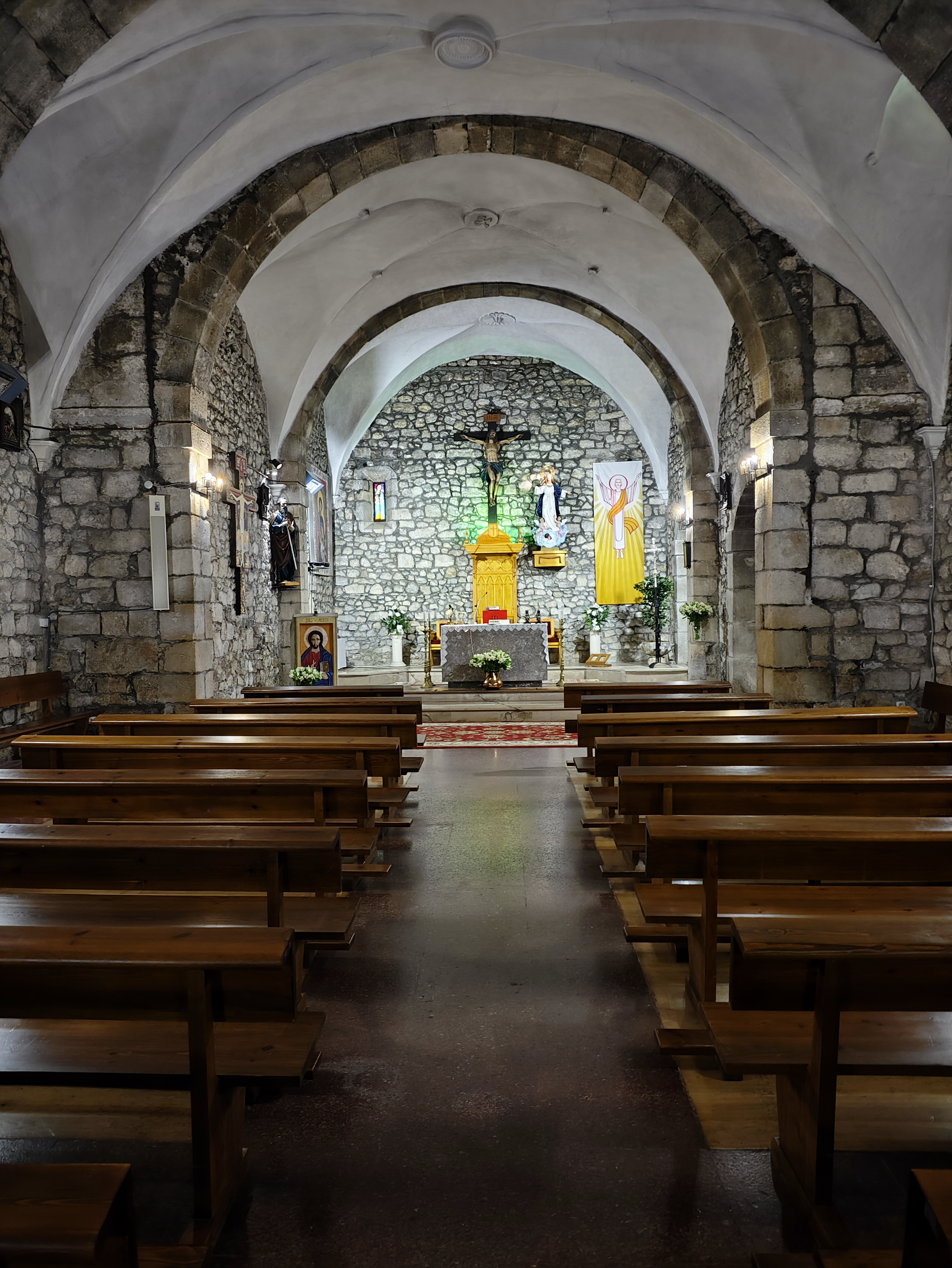
Interior de la iglesia de Santa María de Cueto.

La iglesia de Santa María de Cueto es un templo católico situado en el lugar santanderino de Cueto, en Cantabria (España), bajo la advocación de la Santa María de la Asunción. Es iglesia parroquial y sus restos más antiguos se datan en finales del siglo XIII o principios del XIV.

## Edificio
El edificio actual tiene una nave, dos capillas laterales, en el lado de la epístola, y un pórtico de madera con tejadillo sobre la entrada, situada en la fachada meridional. A sus pies se sitúa la torre campanario, de sección cuadrangular.
Los restos más antiguos del edificio estarían bajo la torre, «vestigios de construcción gótica en los arcos ojivales que aún pueden verse», según Gervasio Eguaras Fernández (1867). Estos restos de construcciones anteriores sugieren que fue edificada, como otras iglesias cántabras, alrededor del año 1300. Según Julio Blanco, que fue su párroco, la pila bautismal es del siglo XII y la iglesia primitiva sería un edificio pequeño de una sola nave con techo de madera y plano.
La iglesia de Santa María de Cueto es nombrada en un documento fechado el «lunes a XVIII dias del mes de junio, era de mill e tresientos e doze annos» (18 de junio de 1274). En este documento, se intercambian dos propiedades Martín González y la iglesia de Cueto, representada por el capiscol de la iglesia colegial de Santander. La heredad de la iglesia es permutada por otra «en Cueto cerca la eglesia de Sancta Maria».
A mediados del siglo XVIII el edificio fue ampliado en dos fases para aumentar la capacidad de asistencia de los fieles. La primera fase, cuyo responsable sería José de Hazas, incluiría la sacristía en el lado del Evangelio y la nave, con finalización en 1737. La segunda, diseñada por Pedro de Cereceda, tendrían por objeto las dos capillas del lado de la epístola. La fecha de finalización de estas obras se supone en 1752, que es la fecha que aparece en el reloj de sol de la fachada meridional, entre las respectivas ventanas de las capillas.
En 1956 se blanquearon el interior y el exterior de la iglesia y se sellaron las grietas de la torre que empezaba a mostrar signos de desplome. Posteriormente se suprimió el encalado para dejar la piedra vista.
El tejado fue renovado en 1982 y se construyó el pórtico de madera sobre la entrada. El patio exterior se cerró con un muro de piedra y forja, en el que en el año 2019 se colocó una escultura de Juan de Santander obra de Juan José Revuelta.
En 1990, durante las obras de consolidación de la torre, desplomada hacia el exterior, aparecieron cuatro tumbas altomedievales. Los enterramientos se encontraban en el exterior de la iglesia a 1,10 m de profundidad, al pie de la torre. Una prospección eléctrica del terreno determinó que no existían más tumbas en el exterior, que de existir, estarían bajo el edificio. Esta necrópolis se encuentra catalogada en el Inventario Arqueológico de Cantabria (INVAC).

## Parroquia
La iglesia es sede de la parroquia, encuadrada dentro del arciprestazgo de San José de la diócesis de Santander.

### Historia
Según Solórzano Telechea, siguiendo a Díez Herrera, es muy posible que la construcción de las iglesias de Santa María de Cueto, San Llorente de Lluja y San Pedro del Mar, en el término de Santander, se produjera al mismo tiempo que la fundación de sus respectivas localidades, a partir del siglo XII, lo que explicaría la identificación de los términos concejiles y parroquiales tres siglos después. No obstante, no existirían las parroquias como términos territoriales hasta el siglo XIV o XV.
Durante la Edad Media, la iglesia de Santa María de Cueto estaba administrada por el cabildo de Santander, al igual que las de San Llorente de Lluja y San Pedro del Mar en el término de Santander. Todas ellas disponían de propiedades y bienes raíces, y la iglesia de Santander recibía los diezmos y otras rentas de sus habitantes. En Cueto, a diferencia del reparto más común de tres partes iguales para abad, cabildo y clérigo, eran dos partes iguales para los primeros y el pie de altar para el último.
En el Censo de los Obispos (1588), la parroquia de Cueto aparece con su pila bautismal y 60 vecinos, dentro de la jurisdicción de la abadía de Santander. En 1774, veinte años después de la erección de Santander en diócesis, tenía una población de 660 habitantes. En 1789 la parroquia era una de las cinco de la vicaría de Santander de la diócesis, junto con las de la catedral, Monte, Castillo y San Román.
El término parroquial mantuvo prácticamente su identificación con los límites de Cueto hasta la erección de la parroquia de San Agustín, que fue desmembrada casi en su totalidad de ella, en 1985. Anteriormente, en 1969, la linde con la parroquia de San Roque fue modificada a costa del territorio de Cueto. Antes de estas modificaciones, el límite con la ciudad de Santander se situaba en la vaguada de Las Llamas desde el confín con Monte hasta el mar, en la segunda playa del Sardinero.